# Naïna Eltsina
Anastasia « Naïna » Iossifovna Eltsina (en russe : Анастасия «Наина» Иосифовна Ельцина), née Guirina (Гирина) le 14 mars 1932 dans l'oblast d'Orenbourg, est une ingénieure russe. Elle a été Première dame de Russie de 1991 à 1999.

## Biographie
Elle est sortie diplômée en 1955 de l'Institut polytechnique de l'Oural. Elle a ensuite travaillé à l'Institut de Sverdlovsk où elle rencontre Boris Eltsine, qu'elle épouse en 1956.

### Première dame
Naina Eltsina était rarement vue en public. Elle a accompagné son mari lors de certaines de ses visites à l'étranger, notamment des visites en 1997 en Suède et en Finlande et une visite en 1999 en Chine.